# Június 11.
Június 11. az év 162. (szökőévben 163.) napja a Gergely-naptár szerint. Az évből még 203 nap van hátra.
Névnapok: Barnabás + Barangó, Amábel, Balló, Barabás, Barna, Eta, Etelka, Mábel, Mabella, Paula, Pauletta, Paulin, Rexana, Roxán, Roxána, Rozalinda, Tulipán, Vaszília

## Események
- 1288 – Gergely, csanádi püspök tölti be a kancellári tisztséget.
- 1903 – I. Sándor (Aleksandar Obrenović) szerb királyt és Draga királynét a Karađorđević-párt összeesküvő tisztjei lemészárolják a Belgrádi királyi palotában.
- 1915 – Első világháború: Szerb csapatok bevonulnak Tiranába.
- 1942 - Második Világháború, a bir-hakeim-i csata, 1942 május 26 és június 11. Az Afrikakorps és az 1 Szabad Francia Brigád között.
- 1964 – Mészárlás Köln-Volkhoven iskolájában. A lángszóróval és késekkel felszerelt magányos merénylő nyolc gyermeket és két tanárnőt ölt meg.(wd)[1]
- 1982 – Bemutatják a Steven Spielberg rendezte E. T., a földönkívüli amerikai sci-fi filmet.
- 1985 – A szovjet Vega–1 űrszonda által szállított ballonszonda behatol és méréseket végez a Vénusz légkörében.
- 2008 – Gyújtogatás következtében leég Erdély legmagasabb templomtornya, a Besztercei szászok által épített 15. századi evangélikus templom.

## Sportesemények
Formula–1
- 1995 –  kanadai nagydíj, Montreal - Győztes: Jean Alesi  (Ferrari)
- 2006 –  brit nagydíj, Silverstone - Győztes: Fernando Alonso  (Renault)
- 2017 –  kanadai nagydíj, Montreal - Győztes: Lewis Hamilton  (Mercedes)

Labdarúgás
- 2022 – Férfi válogatott mérkőzés: Magyarország és Németország között a Puskás Arénában a 2022–2023-as UEFA Nemzetek Ligájának A ligájában

## Születések
- 1791 – Marics Ferenc, szlovén tanító, kántor, egyházi énekek szerzője († 1844 u.)
- 1815 – Julia Margaret Cameron, brit fotográfus († 1879)
- 1857 – Antoni Grabowski, lengyel vegyészmérnök és korai eszperantista, aki fordításaival jelentősen befolyásolta az eszperantó, irodalmi nyelv fejlődését († 1921)
- 1864 – Richard Strauss, német zeneszerző († 1949)
- 1867 – Charles Fabry, francia fizikus († 1945)
- 1890 – Dálnoki Miklós Béla, honvéd vezérezredes, 1944–1945-ig az Ideiglenes Nemzeti Kormány miniszterelnöke, († 1948)
- 1895 – Nyikolaj Alekszandrovics Bulganyin, szovjet kommunista politikus, az SZKP PB tagja, honvédelmi miniszter, miniszterelnök († 1975)
- 1904 – Ivánovics György, orvos, mikrobiológus, az MTA tagja († 1980)
- 1910 – Carmine Coppola, zeneszerző, színész († 1991)
- 1910 – Jacques-Yves Cousteau, francia tengerkutató, a Francia Akadémia tagja († 1997)
- 1925 – Jean-Pierre Chabrol, francia író († 2001)
- 1928 – Fabiola királyné, I. Balduin belga király felesége († 2014)
- 1933 – Gene Wilder, amerikai színházi és filmszínész, rendező, forgatókönyvíró és író († 2016)
- 1936 – Brian Whitehouse, brit autóversenyző († 2005)
- 1937 – Robin Warren, Nobel-díjas ausztrál patológus († 2024)
- 1937 – Henrik Irén magyar animációs operatőr
- 1939 – Jackie Stewart, (Sir John Young Stewart) skót autóversenyző, a Formula–1 háromszoros világbajnoka (1969, 1971, 1973)
- 1942 – Ráday Mihály Kossuth-díjas magyar filmoperatőr, rendező, tévés szerkesztő, városvédő († 2021)
- 1947 – Bob Evans, (Robert Neville Anthony Evans) brit autóversenyző
- 1949 – Tom Pryce, (Thomas Maldwyn Pryce) brit autóversenyző († 1977)
- 1949 – Váncsa István, magyar újságíró, kritikus
- 1954 – Alois Löser, (Alois testvér) német szerzetes, a Taizéi közösség második vezetője
- 1956 – Joe Montana, amerikaifutball-játékos
- 1959 – Hugh Laurie, angol színész („Dr. House”)
- 1964 – Jean Alesi, (Giovanni Alesi) francia autóversenyző
- 1965 – Antal József, vegyészmérnök, biokémikus, sci-fi-író, költő, karikaturista
- 1965 – Pamela Gidley, amerikai modell, színésznő († 2018)
- 1967 – Kövesdi László, magyar színész
- 1967 – Karsai László, tekéző
- 1969 – Peter Dinklage, amerikai színész
- 1969 – Chris Finch amerikai kosárlabdázó és edző
- 1975 – Karácsony Gergely, magyar politológus, egyetemi oktató, Budapest főpolgármestere (2019–)
- 1978 – Joshua Jackson, kanadai-amerikai színész
- 1980 – Ernie Cooksey, brit labdarúgó († 2008)
- 1980 – Szuper Levente, magyar jégkorongozó
- 1984 – Gary Hunt, brit műugró, világbajnok szupertoronyugró
- 1985 – Okszana Szerikova, ukrán úszónő
- 1986 – Shia LaBeouf, amerikai színész
- 1990 – Christophe Lemaitre, francia futó
- 1992 – Eugene Simon, angol színész, modell
- 2003 – Breanna Yde, amerikai színésznő

## Halálozások
- 980 – I. Jaropolk kijevi nagyfejedelem (* 940-es évek)
- 1183 – Henrik angol kiskirály (* 1155)
- 1488 – III. Jakab skót király (* 1451)
- 1519 – Stephan Stieröchsel gyulafehérvári kanonok, erdélyi történetíró (* 1485)
- 1557 – III. János portugál király (* 1502)
- 1727 – I. György brit király (* 1660)
- 1831 – Batthyány Nepomuk János, Torontál vármegye főispánja (* 1747)
- 1859 – Klemens von Metternich herceg, osztrák államférfi, kancellár (* 1773)
- 1864 – Bayer József Ágost, honvéd ezredes, történetíró, katonai szakíró (* 1821)
- 1897 – Carl Remigius Fresenius német analitikai kémikus (* 1818)
- 1929 – Ifj. Andrássy Gyula, 1906–1910 között magyar belügyminiszter, 1918-ban a Monarchia utolsó külügyminisztere (* 1860)
- 1938 – Tihanyi Lajos magyar festőművész (* 1885)
- 1946 – Bródy András (politikus) ruszin politikus, Ruszinföld (Podkarpatská Rus) első miniszterelnöke (* 1895)
- 1953 – Marcel Herrand francia színész (* 1897)
- 1955
  - Breuer György magyar ornitológus (* 1887)
  - Pierre Levegh (Pierre Eugene Alfred Bouillin) francia autóversenyző (* 1905)
- 1966
  - Jimmy Davies amerikai autóversenyző (* 1929)
  - Jud Larson (Judson Larson) amerikai autóversenyző (* 1923)
- 1967 – Esterházy János magyar huszárhadnagy, földbirtokos, felsőházi tag (* 1900)
- 1970 – Alekszandr Fjodorovics Kerenszkij, orosz ügyvéd, politikus, 1917-ben az Ideiglenes Kormány vezetője (* 1881)
- 1972 – Jo Bonnier (Joakim Bonnier) svéd autóversenyző (* 1930)
- 1979 – John Wayne Oscar-díjas amerikai színész (* 1907)
- 1981 – Márkos Albert erdélyi magyar zeneszerző, karnagy, tanár (* 1914)
- 1998 – Gaál Erzsi magyar színésznő, rendező (* 1951)
- 1999 – Jackson DeForest Kelley amerikai színész („Star Trek”) (* 1920)
- 2001 – Fekete Sándor író, újságíró, irodalomtörténész (* 1927)
- 2011 – Fejes István fizikus, csillagász (* 1939)
- 2014 – Ruby Dee amerikai színésznő (* 1922)
- 2018 – Lovas István magyar publicista, politológus, fordító (* 1945)
- 2024 – Françoise Hardy francia énekesnő, színésznő (* 1944)
- 2025 – Brian Wilson kétszeres Grammy-díjas amerikai dalszerző, producer, énekes, The Beach Boys frontembere (* 1942)